# غلة طفيان (وضرة)

تعديل مصدري - تعديل

غلة طفيان هي إحدى قرى عزلة القحطاني بمديرية وضرة التابعة لمحافظة حجة، بلغ تعداد سكانها 242 نسمة حسب تعداد اليمن لعام 2004.